# Стекато (Кротоне)
Стекато је насеље у Италији у округу Кротоне, региону Калабрија.
Према процени из 2011. у насељу је живело 57 становника. Насеље се налази на надморској висини од 20 м.